# Bahnhof Bad Holzhausen
Der Bahnhof Bad Holzhausen ist ein Zwischenbahnhof an der eingleisigen Bahnstrecke Bünde–Bassum im Stadtteil Bad Holzhausen von Preußisch Oldendorf in Nordrhein-Westfalen. Er ist außerdem Endpunkt der Wittlager Kreisbahn. Heute findet auf deren Strecke nur noch Güter- und Museumsverkehr statt. Bis zum Fahrplanwechsel am 15. Dezember 2019 führte der Bahnhof den Namen Holzhausen-Heddinghausen.

## Geschichte

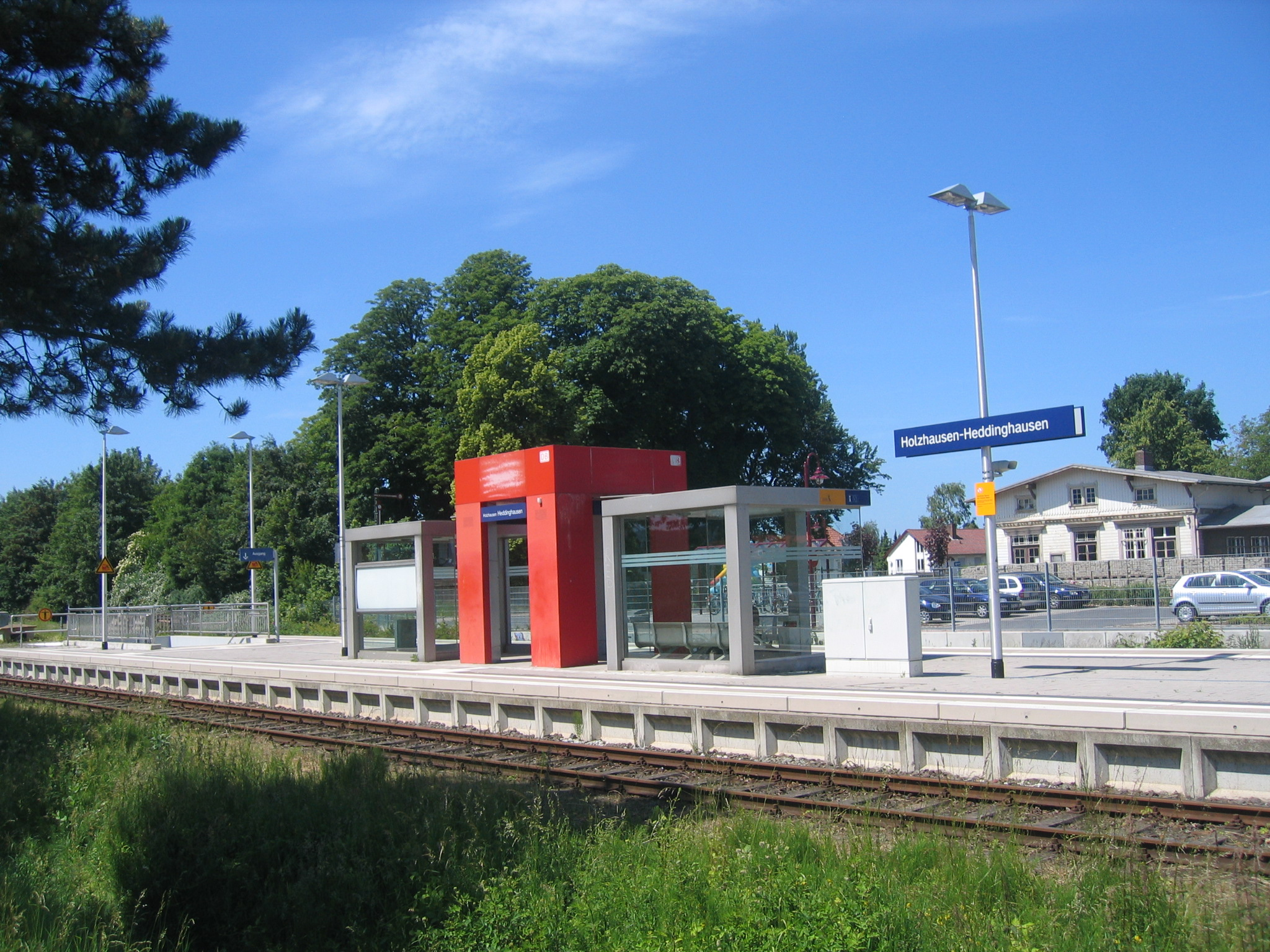
Bahnsteig, 2009

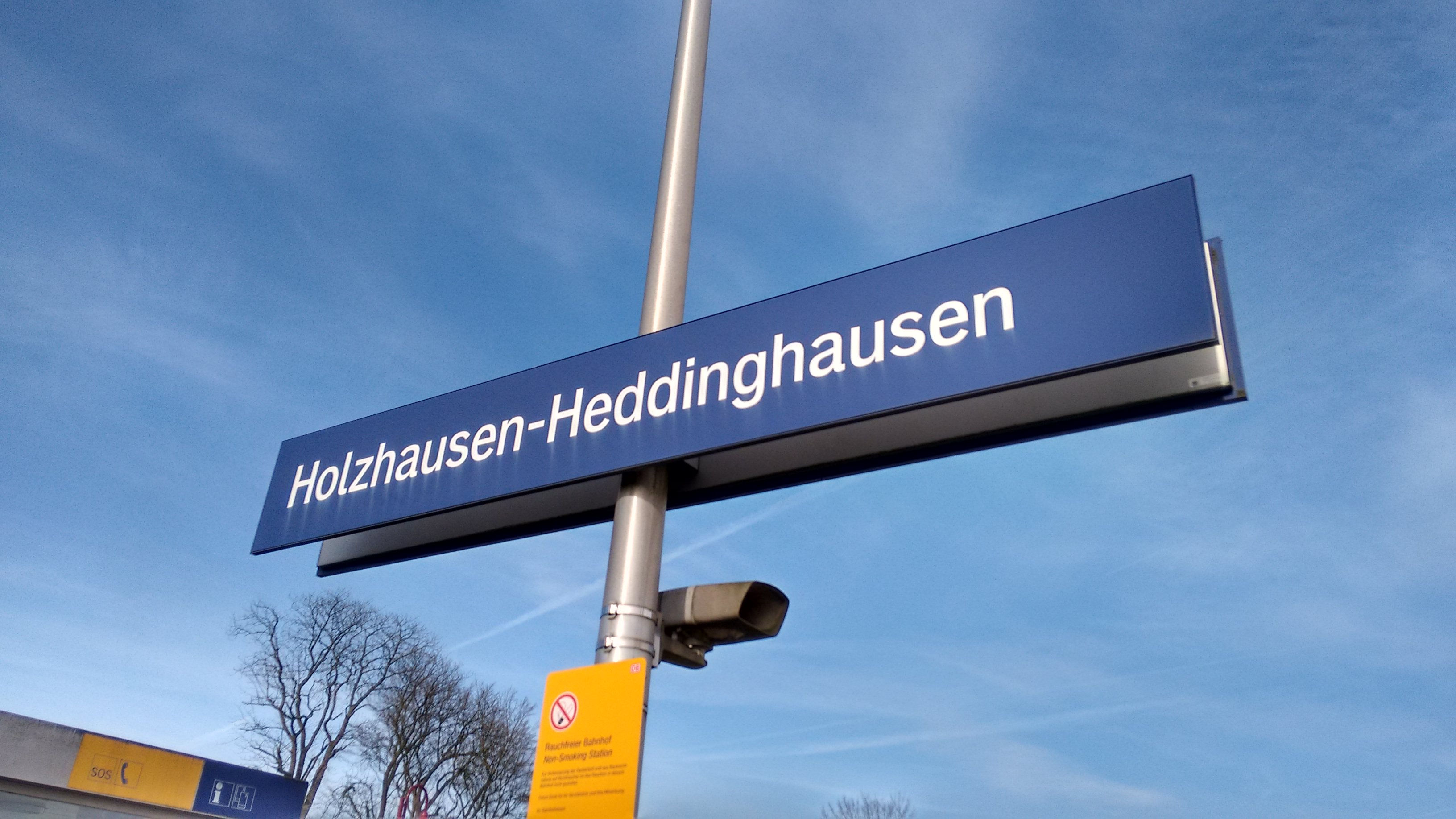
Bahnhofsschild Holzhausen-Heddinghausen (bis 15. Dezember 2019)

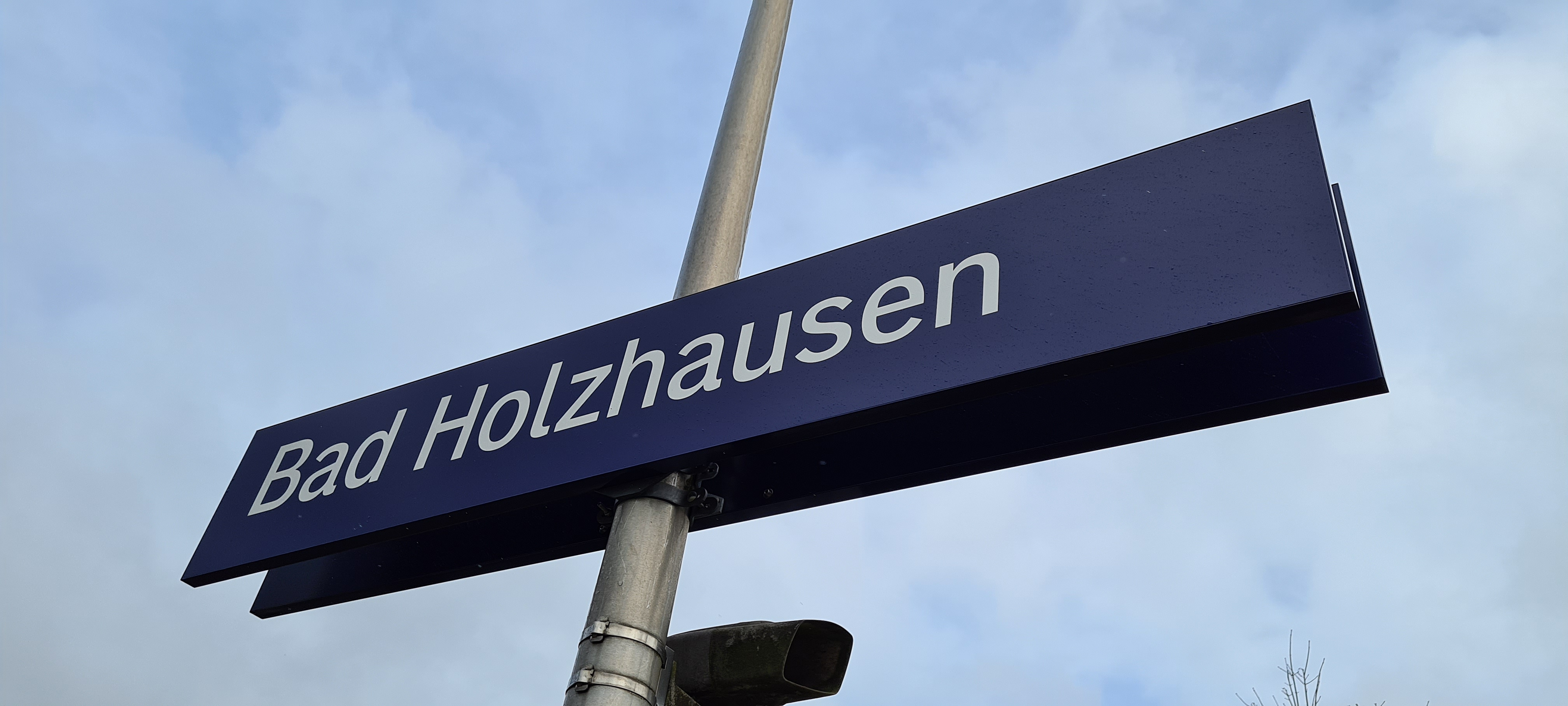
Bahnhofsschild Bad Holzhausen (ab 15. Dezember 2019)

Nach der Eröffnung der Bahnstrecke Bünde–Bassum wurde einen Tag später, am 1. Oktober 1899, die Betriebsstelle Holzhausen-Heddinghausen in Betrieb genommen. Ein Jahr später wurde am 9. August die Strecke der Wittlager Kreisbahn von Holzhausen nach Bohmte eröffnet. 1914 wurde die Strecke verlängert, bis am 1. Juli ein weiterer Abschnitt von Bohmte nach Damme eröffnet werden konnte. Nachdem im Jahr 1962 der Personenverkehr bereits auf dem Abschnitt von Schwegermoor bis Damme eingestellt worden war, folgte am 24. September 1966 auch die Einstellung des Personenverkehrs auf dem Abschnitt von Schwegermoor bis Holzhausen. Am 13. Oktober 1973 wurde der Museumsverkehr aufgenommen, welcher 1977 von der Museums-Eisenbahn Minden (MEM) übernommen wurde. Sonderfahrten finden regelmäßig in den Sommermonaten statt.
Seit 2015 wird die Strecke nach Bohmte, auch mit Blick auf eine anschließend geplante Wiederaufnahme des Personenverkehrs, umfassend saniert und modernisiert.

## Lage
Der Bahnhof befindet sich im Ortszentrum von Bad Holzhausen, nahe der Bundesstraße 65. Er liegt an der Bahnstrecke Bünde–Bassum, welche heute nur noch bis Rahden in Betrieb ist. Außerdem bedienen mehrere Buslinien den Bahnhof.

## Bedienung

### Schienenverkehr
Der Bahnhof wird durch die Regionalbahnlinie RB 71 der Eurobahn bedient. Zum Einsatz kommen Dieseltriebwagen vom Typ Talent.
| Linie | Linienverlauf | Takt   | Betreiber |
| ----- | --- | ------ | --------- |
| RB 71 | Ravensberger Bahn: Rahden – Espelkamp – Lübbecke (Westf) – Bad Holzhausen – Mesch Neue Mühle – Bieren-Rödinghausen – Bünde (Westf) – Kirchlengern – Hiddenhausen-Schweicheln – Herford – Brake (b Bielefeld) – Bielefeld Hbf Stand: Fahrplanwechsel Dezember 2021 | 60 min | Eurobahn  |

### Busverkehr
Der Bahnhof wird von zwei Buslinien der Mindener Kreisbahnen, auch „Mühlenkreisbus“ genannt, angefahren.
| Linie | Verlauf                                                                       |
| ----- | ----------------------------------------------------------------------------- |
| 626   | Lübbecke – Blasheim – Bad Holzhausen – Preußisch Oldendorf-Zentrum            |
| 629   | Preußisch Oldendorf-Zentrum – Bad Holzhausen – Blasheim – Alswede – Espelkamp |